# Ramulus fuscolineatus
Ramulus fuscolineatus är en insektsart som först beskrevs av James Wood-Mason 1873.  Ramulus fuscolineatus ingår i släktet Ramulus och familjen Phasmatidae. Inga underarter finns listade i Catalogue of Life.